# Vinte e três
O vinte e três (23) é o número natural que segue o 22 e precede o 24.

## Propriedades matemáticas
- É o 9º número primo, depois do 19 e antes do 29.
- É um factorial primo,[1] pois 23 = 4! - 1
- É um número primo de Sophie Germain[2]
- 23! possui 23 dígitos em decimal. Só existem outros 3 números com essa propriedade: 1, 22, e 24.
- 23 é um primeiro número primo p para o qual se quebra a fatorização única de inteiros ciclotómicos.[3]
- 23 é o quarto número de Thabit.[4]

## Outros dados
- É o número atómico do vanádio (V)
- É um código de telégrafos indicando uma linha nova
- Existem 23 problemas na famosa lista de problemas matemáticos de David Hilbert, apresentada ao Congresso Internacional de Matemáticos em Paris em 1900.
- De acordo com o Paradoxo do aniversário, em um grupo de 23 (ou mais) pessoas escolhidas aleatoriamente, existe mais de 50% de chance de 2 delas fazerem aniversário no mesmo dia.
- O incidente das Torres Gêmeas ocorreu em 11/09/2001, 11+09+2+0+0+1=23
- A Terra está inclinada a 23,5°, sendo que 5= 2+3
- As células humanas são formadas por 23 pares de cromossomos.
- 23 é o maior número inteiro de horas na indicação de tempo de um dia.